# قطعنامه ۸۶۶ شورای امنیت
قطعنامه ۸۶۶ شورای امنیت سازمان ملل متحد که در تاریخ ۲۲ سپتامبر ۱۹۹۳ تصویب شد، سندی بین‌المللی دربارهٔ وضعیت در لیبریا است. این قطعنامه طی نشست ۳۲۸۱ام با ۱۵ رای موافق، ۰ مخالف و ۰ ممتنع تصویب شد.